# Parry Sound (ort)
Parry Sound är en ort i Kanada.   Den ligger i Parry Sound District och provinsen Ontario, i den sydöstra delen av landet, 300 km väster om huvudstaden Ottawa. Parry Sound ligger 199 meter över havet och antalet invånare är 6 469.
Terrängen runt Parry Sound är platt, och sluttar västerut. Runt Parry Sound är det mycket glesbefolkat, med 2 invånare per kvadratkilometer.. Parry Sound är det största samhället i trakten. 
I omgivningarna runt Parry Sound växer i huvudsak blandskog.